# Angiopteris evecta
Angiopteris evecta, vrsta papratnjače iz porodice Marattiaceae raširene po malenim pacifičkim otocima, Australiji i Novoj Gvineji. Vodi se kao invazivna vrsta uvezena na Havaje, Kostariku, Jamajku i otoke Zavjetrine i Privjetrine.
A. evecta je zimzelena trajnica masivnog rizoma (promjera do 1 m; 3 stope i 3 inča) nalik na deblo s velikim dvoperastim listovima koji izlaze iz rizoma. Listovi mogu doseći do 9 m (30 ft) duljine i 2,5 m  širine, s mesnatom zelenom peteljkom (lisnom stabljikom) koja čini 2 m te duljine.
Angiopteris evecta često se uzgaja kao ukrasna biljka u vrtovima, parkovima i botaničkim vrtovima zbog svojih velikih rizoma i divovskih listova.

## Sinonimi
- Callipteris heterophylla T.Moore
- Angiopteris acrocarpa de Vriese
- Angiopteris alata Nadeaud
- Angiopteris aurata de Vriese
- Angiopteris beecheyana de Vriese
- Angiopteris brongniartiana de Vriese
- Angiopteris canaliculata Holttum
- Angiopteris commutata C.Presl
- Angiopteris cupreata de Vriese
- Angiopteris elongata Hieron.
- Angiopteris erecta Desv.
- Angiopteris evanidostriata Hieron.
- Angiopteris evecta var. rurutensis E.D.Br.
- Angiopteris hellwigii Hieron.
- Angiopteris intricata C.Presl
- Angiopteris lasegueana de Vriese
- Angiopteris lauterbachii Hieron.
- Angiopteris longifolia Grev. & Hook.
- Angiopteris lorentzii Rosenst.
- Angiopteris naumannii Hieron.
- Angiopteris novocaledonica Hieron.
- Angiopteris palauensis Hieron.
- Angiopteris palmiformis (Cav.) C.Chr.
- Clementea palmiformis Cav.
- Danaea evecta (G.Forst.) Spreng.
- Polypodium evectum G.Forst.

- A. evecta
- A. evecta
- A. evecta
- A. evecta